# 李庸修
李庸修（1407年—？），字庸脩，江西吉安府吉水縣人，民籍。明朝政治人物。

## 生平
正統六年（1441年）辛酉科江西鄉試第一名。正統十年（1445年），乙丑科會試第十三名，殿試登第二甲第二十一名進士。天順二年（1458年）任直隸真定府知府。歷官四川重庆府知府，有“九子十知州”之说。在任工部左侍郎期间，曾参与狼窝口治水工作。

## 家族
曾祖父李本孟。祖父李宗禮。父亲李惟謙。